# Expéditions menées sur les traces de La Pérouse
Pour l'expédition menée par La Pérouse lui-même, voir Expédition de La Pérouse.

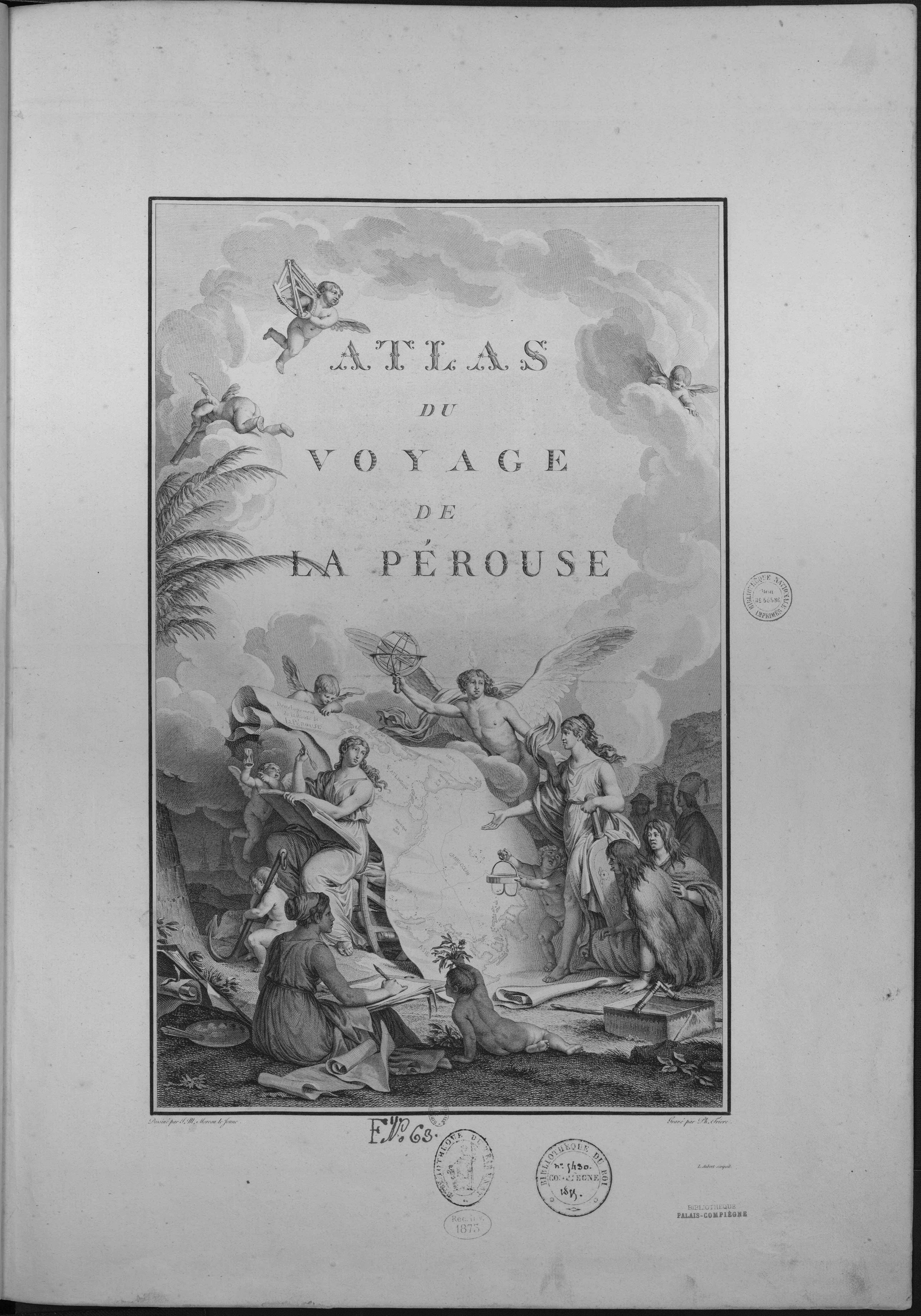
Atlas, 1797 (Gallica).

À la suite de la disparition du navigateur français Jean-François de La Pérouse en 1788 dans le Pacifique sud, plusieurs expéditions ont été menées en vue de retrouver les traces de ses navires.
Après des recherches longtemps restées vaines, c'est Peter Dillon qui finit par comprendre, en 1826, que l'expédition Lapérouse avait en réalité fait naufrage à Vanikoro, une île à l'est des îles Salomon. C'est donc là que se sont ensuite concentrées les investigations au cours des deux siècles suivants.

## Recherches initiales
Sans nouvelles de l'expédition Lapérouse depuis sa dernière escale de Botany Bay en Australie le 10 mars 1788, les savants français sont intervenus pour que l'Assemblée Constituante vote le lancement d'une expédition de recherche et pour que la Convention demande par décret l'impression des documents relatifs à l'expédition Lapérouse ; mais le contexte révolutionnaire ne permet pas que ces deux entreprises se déroulent de façon optimale. En ce qui concerne les recherches en mer, les deux navires, La Recherche et L'Espérance, ne sont pas faits pour naviguer de concert et la pharmacopée embarquée est insuffisante ; quant au projet de publication, le décret de mars 1793 interdit les écrits contre-révolutionnaires, le ministre de la Marine Fleurieu est emprisonné, et ce n'est qu'en 1797 que parait la publication de Milet-Mureau, comme le rappelle la préface de l'édition de 2012. La reconstitution des dernières semaines du périple de l'Astrolabe, privée de son commandant Paul Fleuriot de Langle, et de la Boussole se fera donc par bribes, au cours des siècles suivants, en s'appuyant sur des découvertes fortuites, grâce à la ténacité de plusieurs chercheurs passionnés par le mystère de cette disparition.

## L'expédition d'Entrecasteaux
Une expédition part à la recherche de Lapérouse en septembre 1791. Dirigée par Antoine Bruny d'Entrecasteaux, elle part de Brest le 28 septembre avec deux frégates La Recherche et L'Espérance. Elle atteint l'île des Pins le 16 juin 1792 ; puis le 19 mai 1793, l'expédition découvre une île nouvelle que d'Entrecasteaux baptise l'île de La Recherche. Or, c'est sur cette île (également appelée Vanikoro) que les survivants de l'expédition La Pérouse (et peut-être Lapérouse lui-même) avaient trouvé refuge. L'expédition poursuivit sa route vers Surabaya sans s'arrêter.

## L'expédition de Du Petit-Thouars
En 1792, une nouvelle expédition est lancée à l'initiative d'Aristide Aubert du Petit-Thouars, mais celle-ci reste infructueuse.

## Peter Dillon et d'Urville

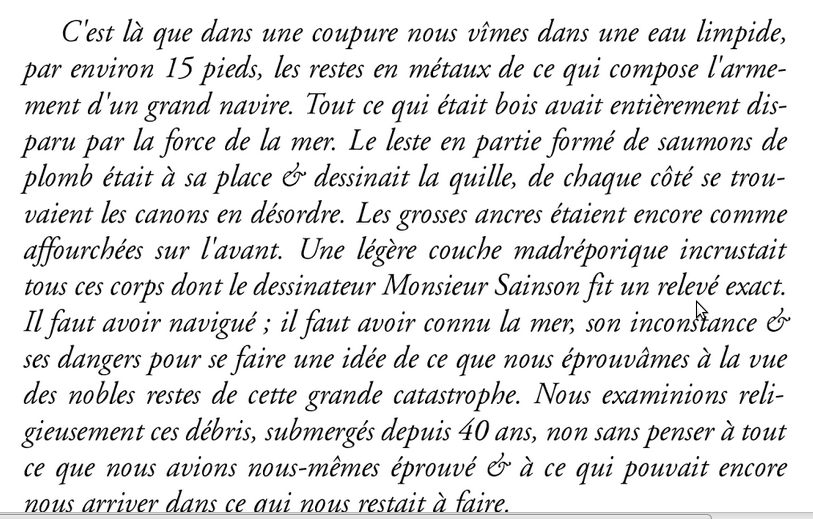
Journal du médecin légiste, 1832.

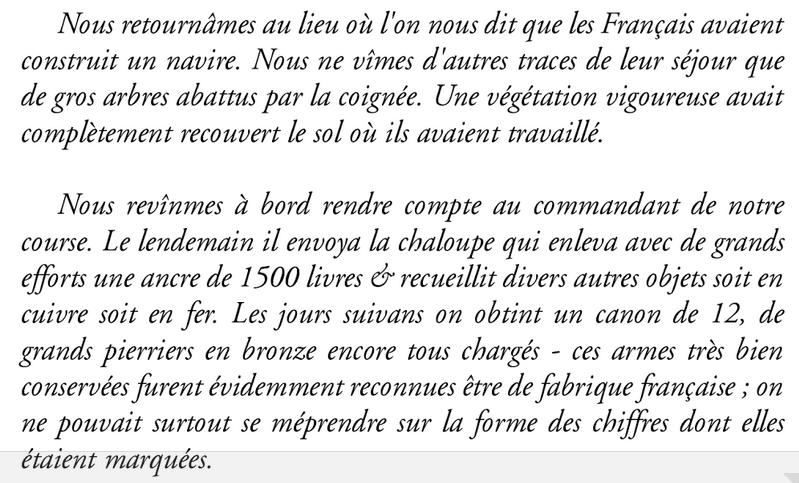
Journal du médecin légiste, 1832.

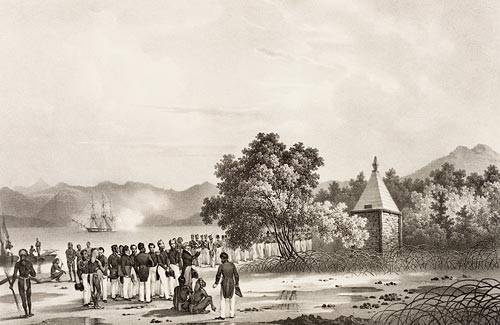
Dumont d'Urville : érection du monument La Pérouse à Vanikoro, Îles Salomon.

Il faut attendre 1826-1827 pour que le capitaine marchand Peter Dillon découvre les restes du naufrage à Vanikoro, Îles Santa Cruz (Îles Salomon), au nord du Vanuatu. Il découvre la cloche de l'Astrolabe (le deuxième navire commandé par Fleuriot de Langle) et des pierriers de bronze qui avaient été conservés par les habitants. Quant à la Boussole, pas la moindre trace. Il apprend « comment deux grands navires s'étaient échoués par une nuit de grande tempête : l'un aurait coulé, l'autre se serait échoué et les survivants auraient pu s'installer sur un point de Vanikoro, nommé Paiou. Cinq ou six mois après, une partie des survivants seraient repartis à bord d'un petit bateau fabriqué avec les débris du grand. L'autre partie resta à Vanikoro, se mêla aux affrontements des indigènes. Le dernier des survivants serait mort peu avant la venue de Peter Dillon ».

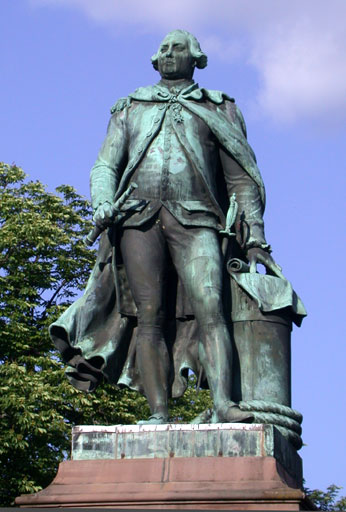
Statue de La Pérouse à Albi.

À la suite de rumeurs, Jules Dumont d'Urville s'était également mis à la recherche des épaves ; il retrouve dans l'île de Tikopia « le Prussien Martin Bushart, le dernier survivant des équipages de la Pérouse ! » signalé par Dillon et met le cap sur Vanikoro où un indigène les conduit sur la ceinture de corail « près de Païou, devant un lieu nommé Ambi, où, dans une espèce de coupée à un mille de la côte, à la profondeur de 4 ou 5 mètres, ils aperçurent des ancres, des canons, des boulets et de nombreuses plaques de plomb. La disposition des ancres faisait présumer que quatre d'entre elles avaient coulé avec le navire tandis que les deux autres auraient pu être mouillées. Ils achetèrent un croc de capon (grosse poulie), un bout de chaîne de paratonnerre, une mesure à poudre en cuivre, un pied d'instrument ou de fort chandelier, aussi en cuivre, un vase cubique du même métal, doublé en plomb, et enfin un saumon de fer pesant 150 kilogrammes.
On retira ensuite du fond de la mer plusieurs autres objets : à savoir une ancre de 900 kilogrammes fortement oxydée et recouverte d'une couche de coraux ; un canon en fonte dans le même état, un pierrier en bronze et une espingole en cuivre, beaucoup mieux conservés et portant, sur les tourillons, leurs numéros d'ordre et de poids ; un saumon de plomb, une grande plaque de même métal, des fragments de porcelaine, etc.
On construisit sur la côte, au fond du mouillage un prisme quadrangulaire en pierres, haut de deux mètres et surmonté d'une pyramide de même hauteur. Sur la face qui regarde la mer, on fixa une plaque de plomb avec cette inscription : « A LA MÉMOIRE DE LA PÉROUSE ET DE SES COMPAGNONS, LASTROLABE, 14 MARS 1828. »
Dans les années qui suivent, deux autres explorateurs français passent par Vanikoro : Legoarant de Tromelin retrouve les ancres et les canons qui sont déposés, depuis 1884, au pied du monument dressé en l'honneur de La Pérouse par la ville d'Albi.

## Les années 1960
Deux expéditions furent organisées par la Marine nationale de Nouvelle-Calédonie en 1958 puis en 1959, afin de remonter plus d'objets de l’Astrolabe et déterminer l'emplacement exact de la Boussole. Elles furent dirigées successivement par Pierre Anthonioz puis Haroun Tazieff.
Par des techniques de dynamitage, les plongeurs ont dégagé une partie de l'épave de la gangue de corail qui la recouvrait, 9 tonnes d'objets ont pu être extraits : ancres, canons, monnaie… Cette seconde expédition fut filmée par Haroun Tazieff, et donna lieu à une conférence nommé "À la recherche des frégates de Lapérouse" au Musée de la Marine de Paris, comprenant la projection des films en couleur.
En juin 1962, un plongeur néo-zélandais fixé à Port Vila accompagne Pierre Anthonioz dans son expédition. Reece Discombe prospecte le récif de part et d'autre du gisement de l'Astrolabe et repère rapidement, par 15 mètres de fond, des formes d'ancres et de canons pris dans le corail. Il remonte un plomb de sonde qu'il pense être de La Boussole.
En février 1964, Reece Discombe revient sur les lieux et il remonte des pierriers et une poulie de bronze. En mars, avec l'amiral de Brossard de la Marine nationale, il retrouve beaucoup d'objets dont une partie est exposée au musée d'Albi, dont une cloche attribuée à La Boussole.

## Les recherches de l'association Salomon

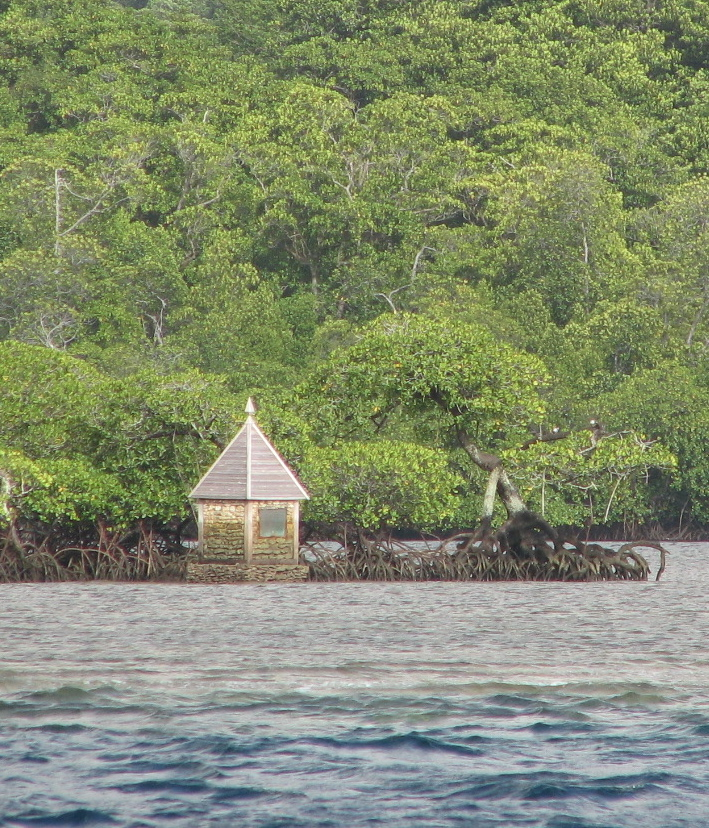
Monument en hommage à La Pérouse à Vanikoro.

L'Association Salomon, créée en 1981 par Alain Conan, se donne pour but de lever le mystère sur la fin tragique de l'expédition de La Pérouse. Pendant trente-cinq ans, près d'une dizaine de campagnes de fouilles ont été menées avec l'aide de la Marine nationale française qui a apporté un concours matériel et humain, et le ministère de la Culture qui a dépêché des équipes du Département des recherches archéologiques subaquatiques et sous-marines, le DRASSM : l’ensemble de la collection est propriété de la France et principalement en dépôt au Musée maritime de Nouvelle-Calédonie. Près de 90 % des objets inventoriés sont conservés au musée qui a traité dans son laboratoire tous les objets collectés par l’Association Salomon depuis 1999, soit une collection de plus de 4 000 références. À terre, ce sont les archéologues de l'Institut de recherche pour le développement (IRD) qui ont œuvré dans un environnement matériel difficile.

### Le projet et sa mise en œuvre
Au début, Alain Conan met en place une équipe mixte avec des chercheurs australiens pour renforcer l'équipe locale. « Ce n’est pas facile d’organiser des expéditions à Vanikoro, c’est loin de tout. Il n’y a pas d’aéroport, pas de route, peu de liaison maritime. Donc c’est une véritable entreprise qui doit se déplacer là-bas avec tous ses moyens : ses moyens logistiques, ses moyens financiers, ses moyens d’échanges, aussi son intendance (la nourriture, le matériel, etc.) »
Les qualités d'organisateur d'Alain Conan lui permettent par la suite de mener à bien plusieurs campagnes de prospection interdisciplinaires. Les recherches ont lieu en mer mais aussi à terre, avec l'aide des autochtones, à la recherche des traces des survivants : les relations entretenues avec la population locale, les autorités salomonaises, les chefs des villages et les habitants de Vanikoro vont d'ailleurs jouer un rôle important dans la découverte d'un campement des naufragés rescapés à Païou, au bord de la rivière Lawrence, pendant la quatrième campagne, en 1999.

### Historique des recherches de 1981 à 1997

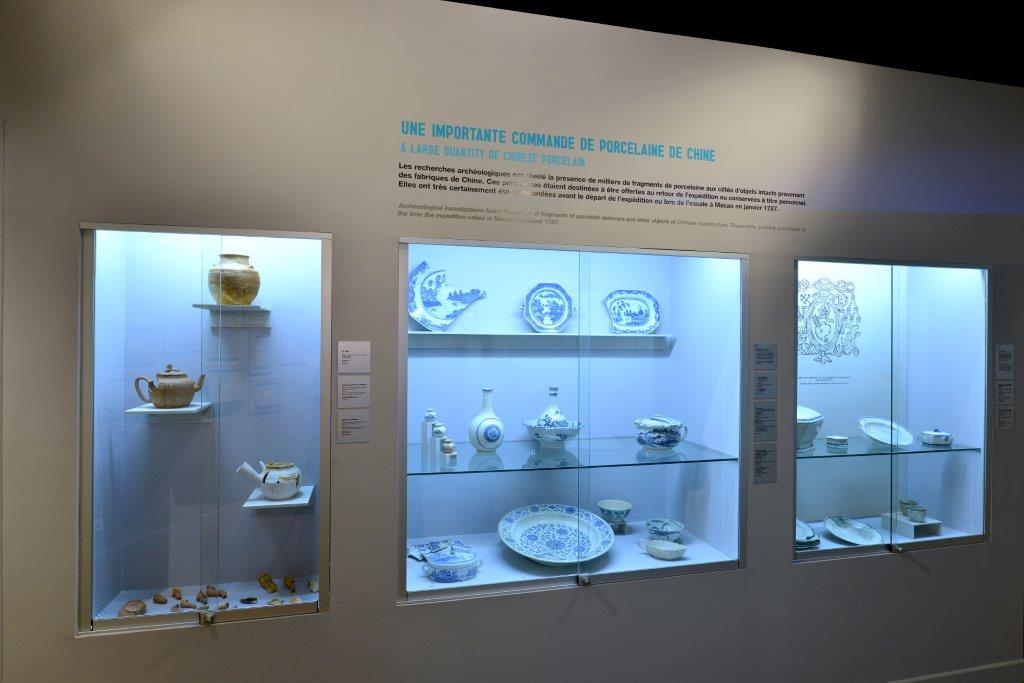
Une importante commande de porcelaine de Chine, Musée maritime de Nouvelle Calédonie.

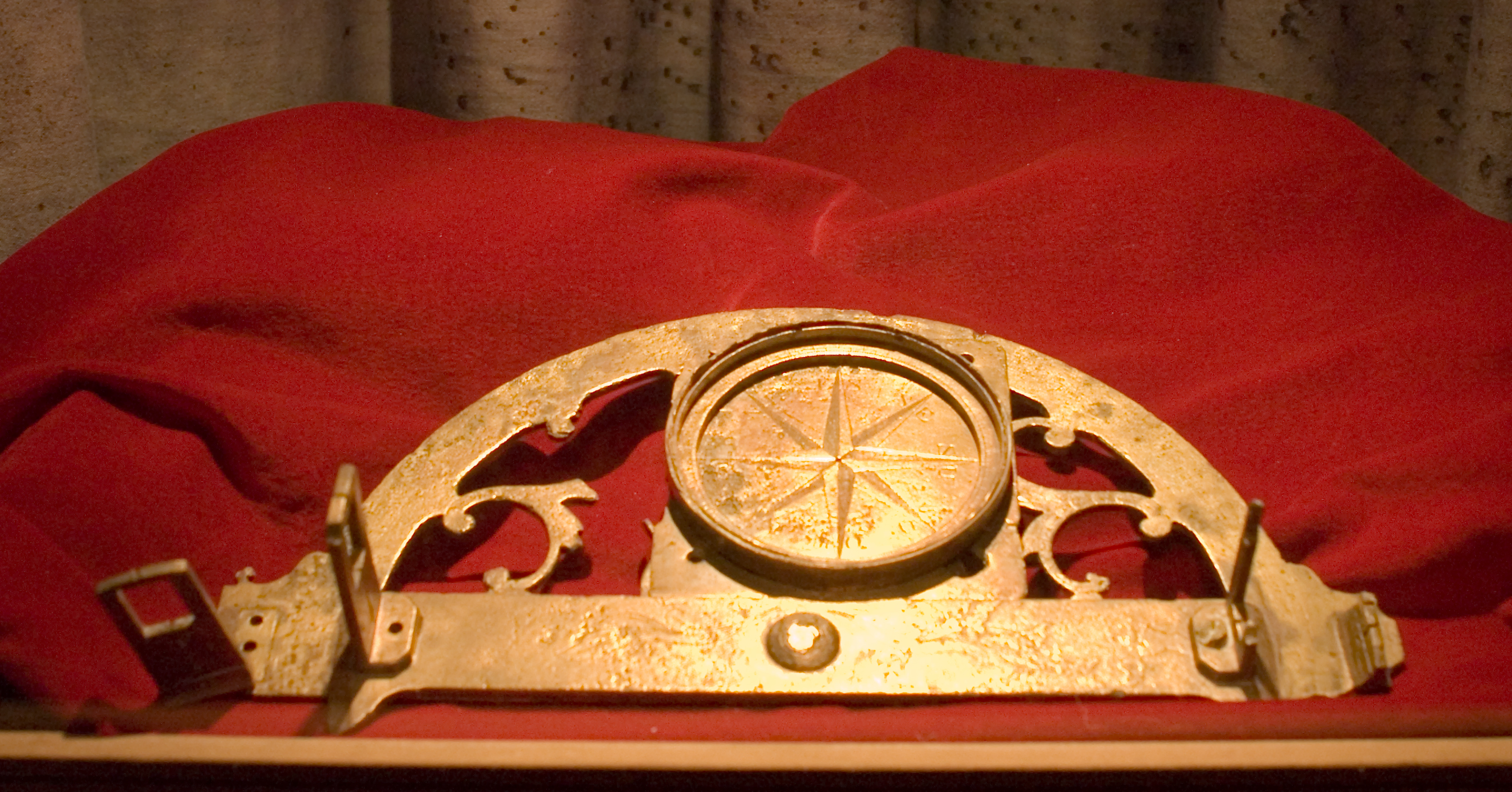
Graphomètre de l'Astrolabe trouvé en fouille et déposé au musée maritime de Nouvelle-Calédonie.

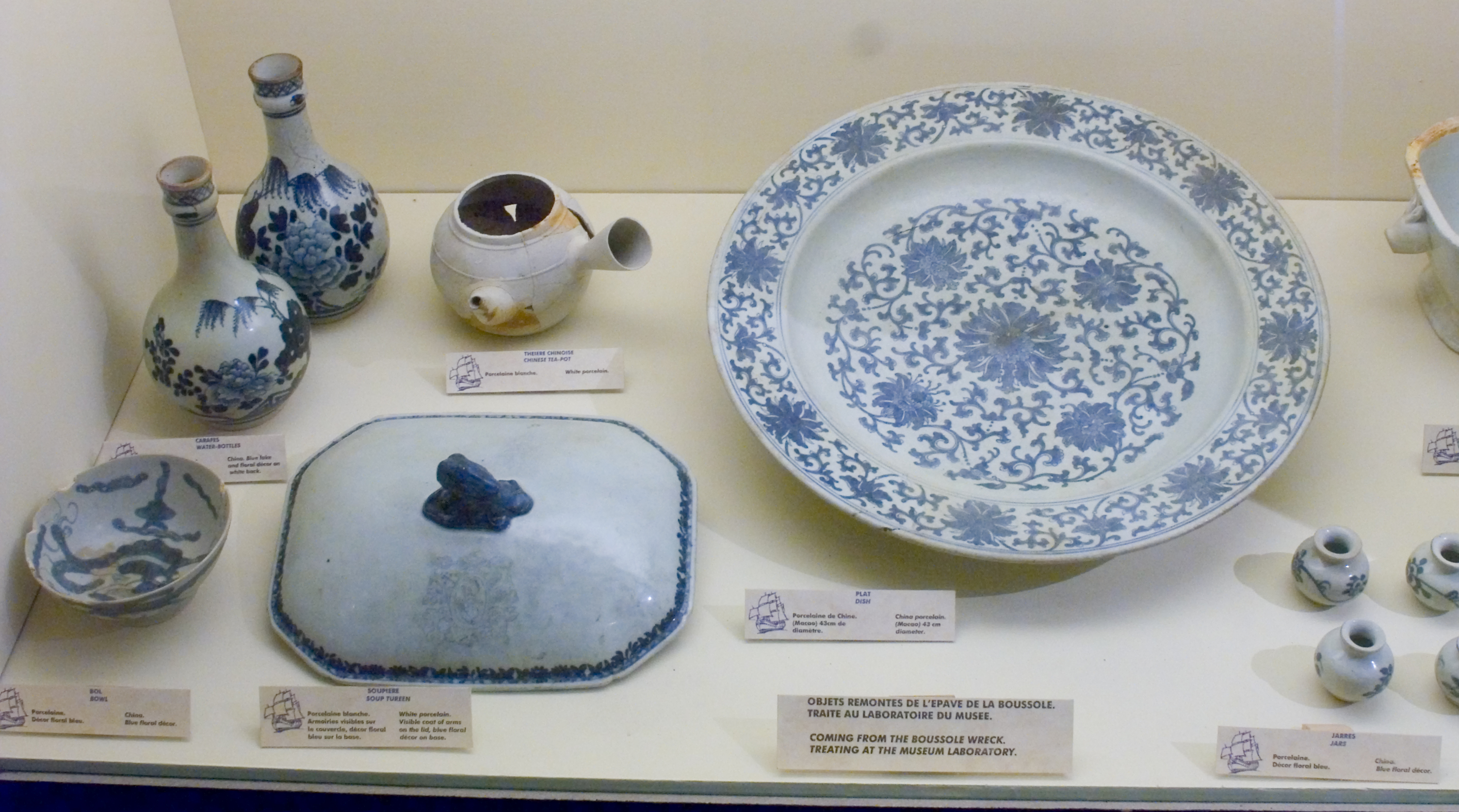
Vaisselle chinoise trouvée sur l'épave de la Boussole et déposée au musée maritime de Nouvelle-Calédonie, ancienne muséographie.

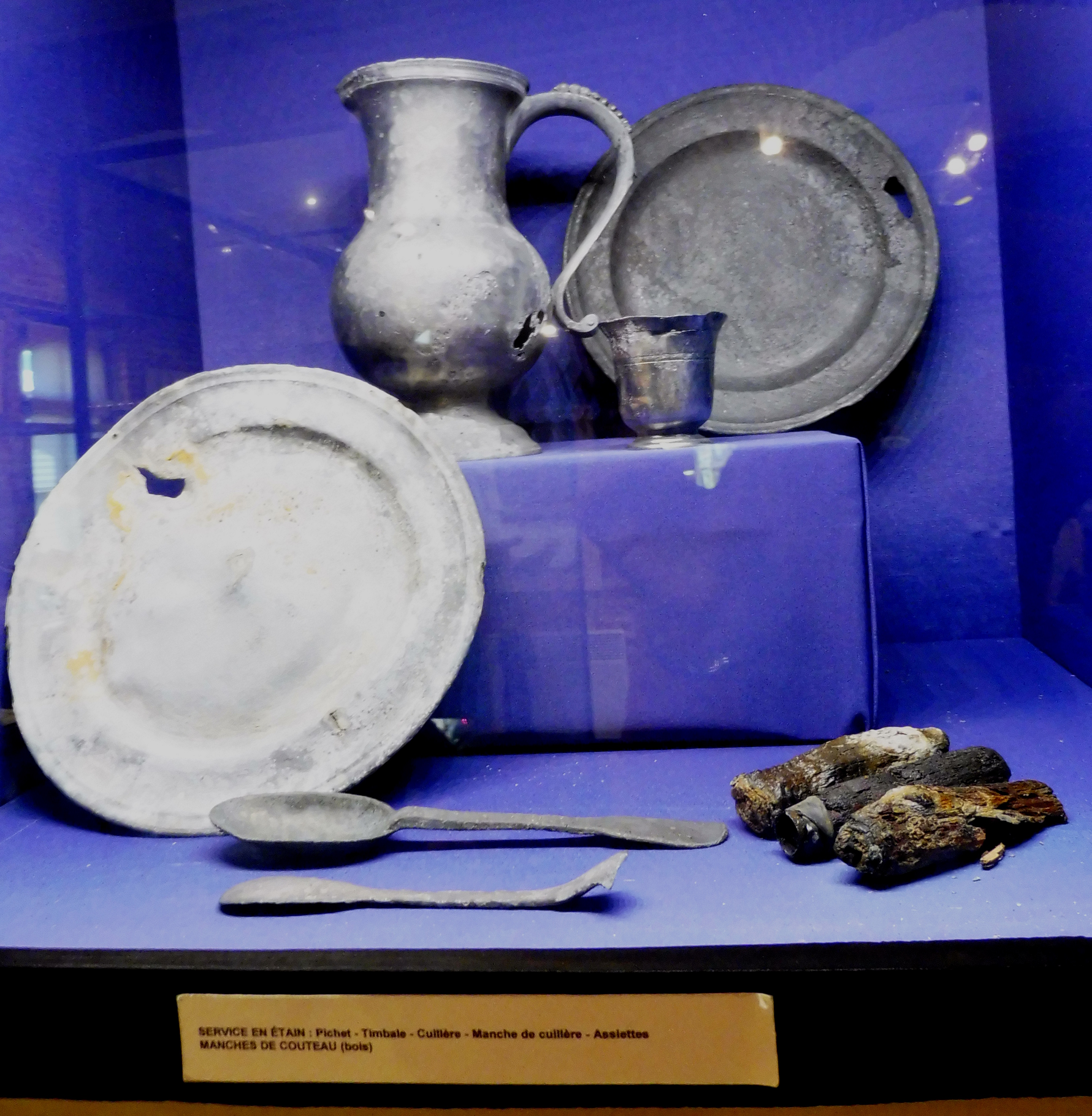
Service en étain et manches de couteaux en bois, exposés au Musée Lapérouse d'Albi.

1981Mise en place d’un chantier sous-marin sur le site de la faille où la Boussole s'est encastrée. Sont remontés, outre quelques belles pièces de vaisselle, une chaîne de paratonnerre en cuivre, des couverts en argent, des perles de verroterie, une marmite en cuivre. Les pièces sont authentifiées et inventoriées par un huissier à l’arrivée à Nouméa (Nouvelle-Calédonie).
1986Seconde campagne de fouilles en collaboration avec les archéologues du Queensland Museum (Australie). À l’embouchure de la rivière Péou, mise au jour de traces de palissades. En mer, les plongeurs remontent des deux sites (fausse passe et faille), environ 500 objets qui seront traités et inventoriés en Australie. Les premiers ossements humains sont découverts dans la faille (quelques-uns ont été placés à l’intérieur du monument Lapérouse à Albi, ville natale du navigateur ; les autres se trouvent dans le monument La Pérouse érigé à Nouméa en 1988).
1990Troisième campagne de fouilles en collaboration avec le centre ORSTOM de Nouméa, le Musée d’Honiara (Iles Salomon) et le groupe Valectra (EDF). 600 objets sont relevés du site de la faille dont :
- cinq pièces du « quart de cercle de Langlois » confié à l’astronome Lepaute Dagelet, embarqué sur la Boussole ;
- une fourchette en argent aux armes du capitaine de vaisseau Anne, Georges, Augustin de Monti, embarqué le 12 décembre 1787 sur la Boussole ;
- une montre en or et argent commercialisée à Nice par Antoine Reverdit ;
- une collection importante de minéraux.

1992Traitement  sur place par l’Association Salomon des objets remontés en 1990 et stockés à Lata (Iles Salomon).
1996Signature d’une convention entre l’Association du Musée de l’histoire maritime de Nouvelle-Calédonie et les autorités salomonaises pour de nouvelles fouilles et le retour à Nouméa des objets de l’expédition 1990 stockés à Lata ainsi que ceux de l’expédition franco-australienne de 1986.
1997Édition d’un ouvrage de l’association A-t-on des nouvelles de Monsieur de La Pérouse ?

### Vanikoro 1999 - quatrième campagne de fouilles
L'ossature de l'expédition était formée par les membres de l'Association SALOMON, renforcée par deux archéologues, J. C. Galipaud pour les fouilles terrestres et Elisabeth Veyrat, associée au DRASSM. L'Association Lapérouse d'Albi était représentée par Michel Laffon. L'opération a été médiatisée par ATOM sous la direction d'Yves Bourgeois, par un reporter du National Geographic Magazine (France), un spécialiste du vol en ballon motorisé et un journaliste du quotidien Les Nouvelles Calédoniennes (Michel Martin, puis, après son décès Pierre Larue, membre de l’association Salomon, qui a réalisé de nombreuses photos au cours des différentes campagnes de fouilles). Le musée maritime de Nouvelle-Calédonie a été partenaire de toutes les expéditions menées à Vanikoro à partir de 1999.
Grâce à la station de téléphonie par satellite de l'association, Alain Conan a pu établir une liaison téléphonique avec la Vicomtesse de Fleuriot de Langle pour l'informer de la découverte d'une fourchette en argent aux armes de Paul Fleuriot de Langle, le 30 novembre.
Les relations avec la population locale ont permis d'employer du personnel (guides, terrassiers sur le chantier de fouilles, aide-ménagères) et d'acheter des fruits, légumes, poissons et crustacés, huîtres, ainsi que quelques articles d'art local (hameçons, plats en bois, pirogues). Une fête organisée le Modèle:Alt- a rassemblé l'ensemble de la population de l'île en présence du Premier ministre de Témotu, Gabriel Teao ; un nouveau monument Lapérouse a été inauguré.
- Deux botanistes ont participé à l'expédition de 1999 : Francis Hallé de la faculté de Montpellier, et Pierre Cabalion de l'IRD Nouméa.
- Véronique Proner[13], de l'association Salomon, a régulièrement pris en charge le mobilier mis au jour, dans le laboratoire de l'Alis : inventaire, traitement préventif, conditionnement.

#### À la recherche duCamp des Français, par Jean-Christophe Galipaud

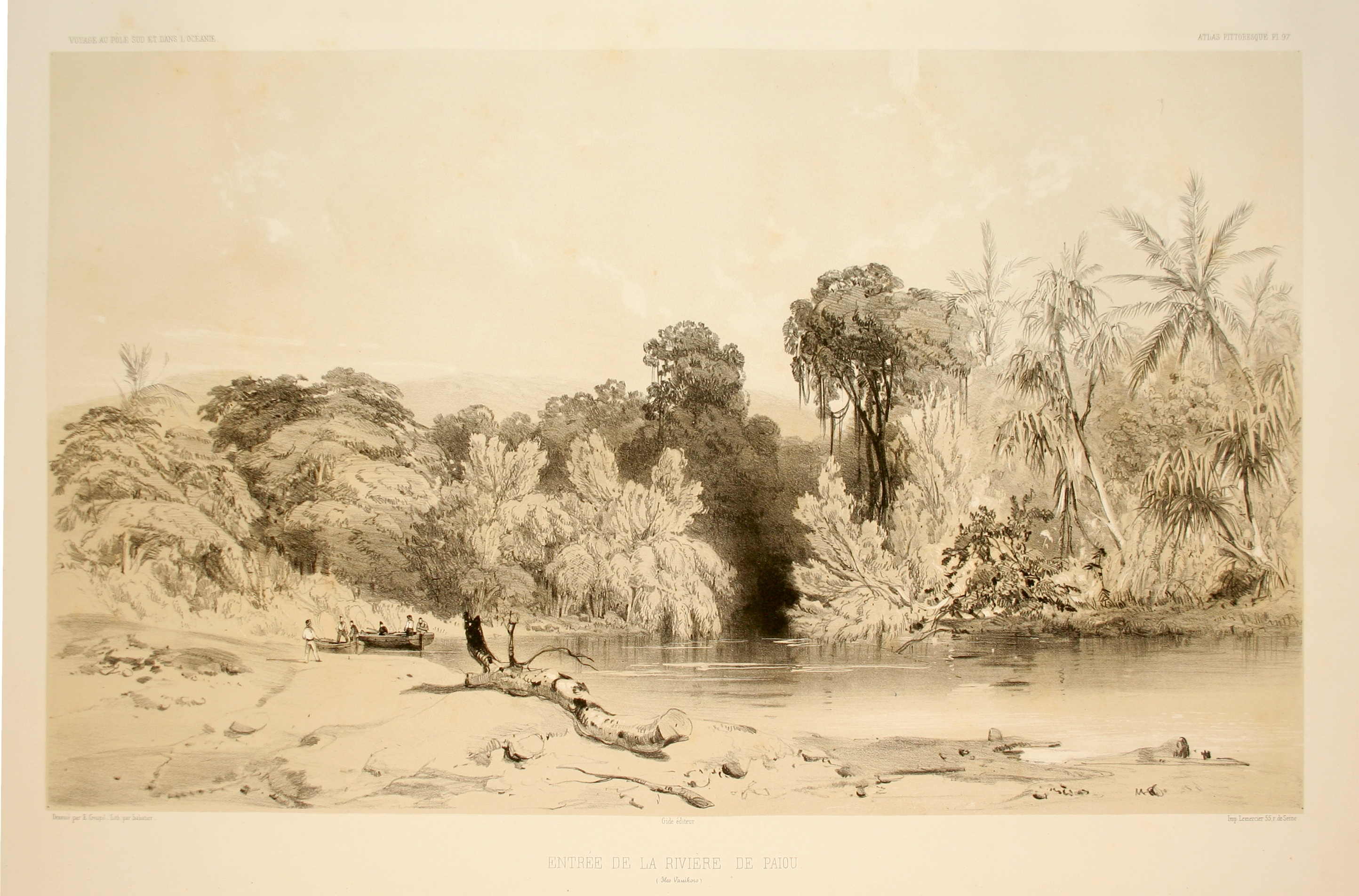
Entrée de la rivière de Païou (Île Vanikoro), Ernest Goupil.

Les recherches ont d'abord porté sur les changements survenus dans la topographie de la côte, les relations entre gens de Tikopia et gens de Vanikoro à l'époque du naufrage et les traditions orales de contacts entre européens et indigènes.
Le mercredi 8 décembre, c'est la découverte, dans un carré de fouille de Païou, à l'embouchure de la rivière Lawrence, d'un compas de proportion, en parfait état à environ 80 cm sous la surface, ainsi que de plusieurs autres fragments d'objets de même origine (boutons d'uniforme de marine, pierres à fusil, petit canon de méridienne, etc.). Les travaux permettent d'explorer une habitation fermée dans laquelle les objets sont répartis en trois espaces distincts : porcelaine et verre dans un coin, instruments dans l'autre, armes et munitions à l'écart.
- La vaisselle est de plusieurs sortes : faïence de ménage (pots principalement), porcelaine chinoise (bols, vases, assiettes) et verrerie (bouteille, carafe). Elle est très fragmentée.
- Des armes : pierres à fusil (qui avaient été transportées à terre par les marins) et balles de plomb.
- Des instruments : un compas de proportion en laiton signé, un petit canon de méridienne en bronze, un tire-ligne en bronze et acier, une boite en bronze contenant des pesons imbriqués les uns dans les autres, un fragment de rapporteur, des lentilles de verre serties dans un entourage de cuivre ou laiton, une lentille de verre teinté…

Ce mobilier suggère l'habitation d'un savant ou d'un officier.

#### Les deux frégates perdues de Monsieur de Lapérouse, par Élisabeth Veyrat

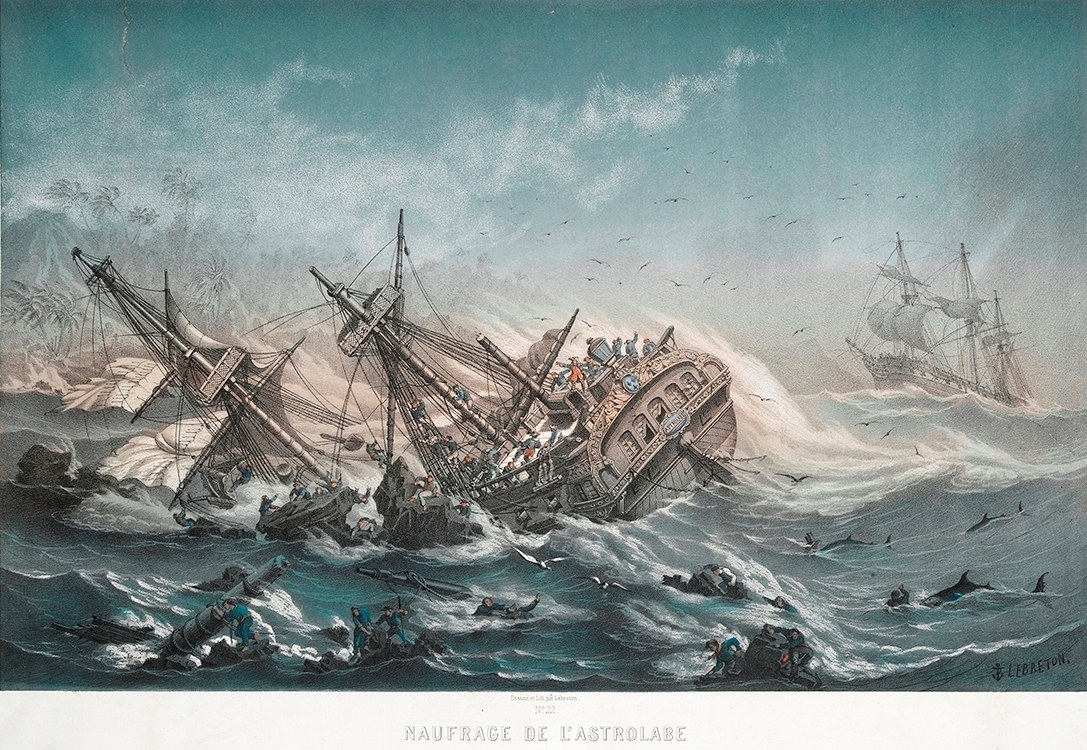
Le naufrage de L’Astrolabe et de La Boussole vu par un illustrateur du XIXe siècle.

Les campagnes de fouille menées par l'Association Salomon ont mis en évidence la diversité et la similitude des vestiges archéologiques provenant des deux gisements de la fausse passe et de la faille, éloignés d'un nautique.
Sur le site de la fausse passe.
Lors de la première phase des travaux, plusieurs objets ont pu être récupérés, sans recourir à l'utilisation d'aucun instrument de dégagement : un graphomètre en bronze et trois lourds rouets en bronze, reliés par une barre en fer forgé. La caisse en bois qui les maintenait a disparu mais le corail en a conservé sa trace, sous la forme d'un espace de 6,50 cm entre chacun des rouets. Les pièces affichent un diamètre de 32,5 cm, soit la mesure d'un pied du roi. Il s'agit peut-être des vestiges d'une poulie de drisse à trois rouets.
Dans le cours de la seconde partie de la mission, deux plongées de repérage et d'observations ont permis de découvrir, dissimulée sous un épais manteau de coraux et de madrépores, la présence d'un canon de fonte grise totalement concrétionné, d'une longueur totale d'environ 1,90 m ; le diamètre du tourillon mesure approximativement 10 cm. Il s'agit probablement du canon no 7 du plan de Dumont d'Urville. Un seul fragment de planche de doublage en résineux a été remonté, mais il prouve que la découverte de matériaux organiques reste possible.
Sur le site de la faille.
Le navire, drossé dans la faille, s'est rapidement disloqué au contact des récifs et les vestiges de la coque et de la cargaison sont tombés au fond du ravin de façon tout à fait désordonnée.
- Quelques planches de doublage ont été prélevées sur le site et remontées afin d'être dessinées. Épaisses de 3 cm, pour une largeur de 29 à 30 cm, elles sont revêtues à l'extérieur d'un étroit mailletage de clous en fer à tige de section carrée et à tête ronde.
- À proximité se trouvaient deux lingots de plomb : l'un d'eux, long de 88 cm pour une largeur maximale de 16,5 cm est pourvu sur sa face plane de plusieurs timbres : trois a entourés de traits et surmontés d'un W, chiffres 8 et 4 inversés, comme pour les saumons de plomb déjà remontés.
- Une pièce en bois de chêne en bon état de conservation a été prélevée pour analyse : elle mesure 142 cm de long. On peut l'identifier comme un barrotin, destiné à recevoir le plancher de pont de part et d'autre d'un hiloire.
- Un cric en chêne de 99 cm de longueur portait une longue mortaise en son centre ; plusieurs roues dentées en fer, de différentes dimensions (8 et 15 cm de diamètre?) et partiellement observables dans la partie haute de la mortaise, entraînaient le mouvement d'une crémaillère aujourd'hui disparue.

#### La forêt de Vanikoro et les botanistes de Lapérouse, par F. Hallé

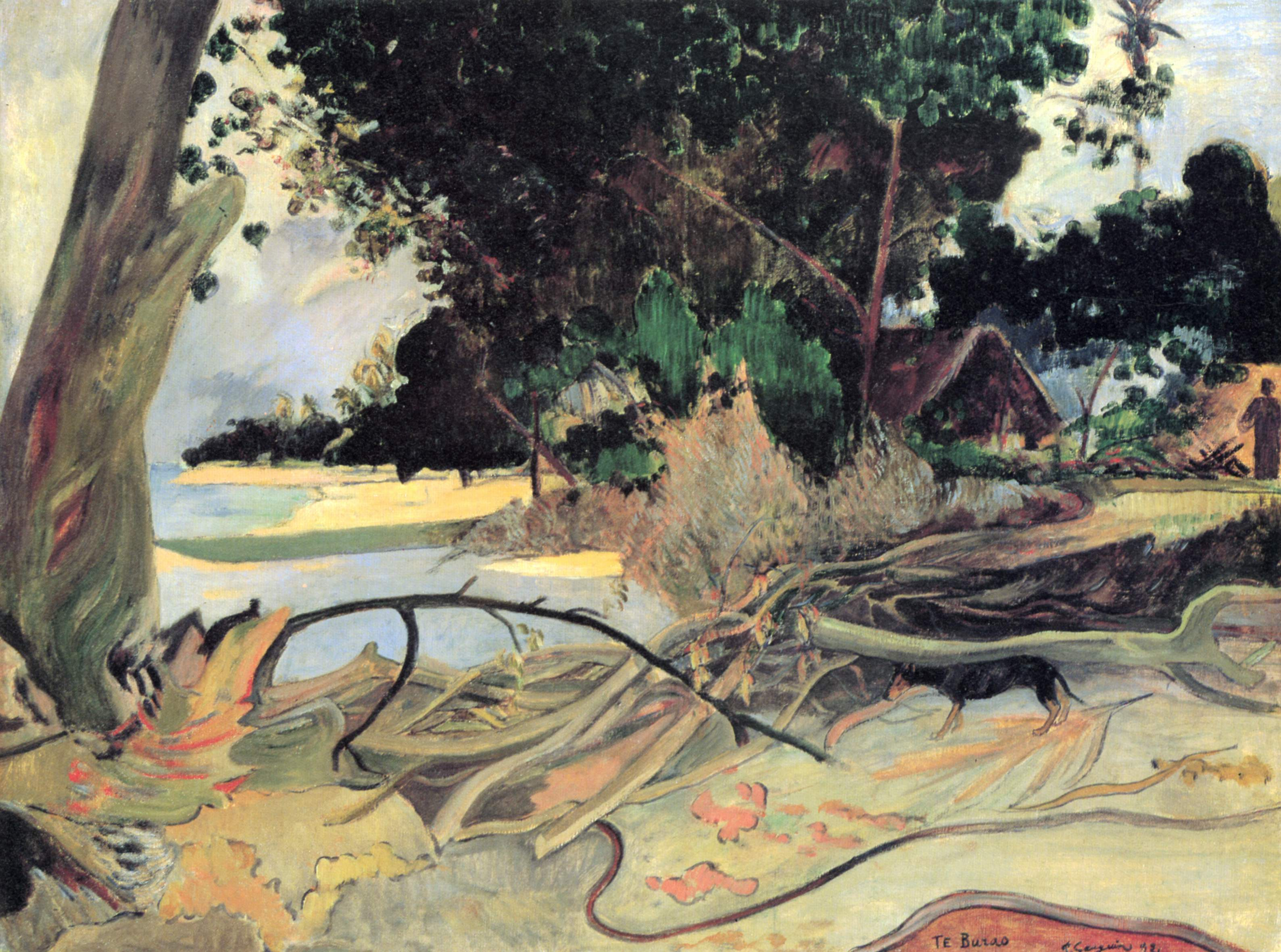
Te burao, le gros arbre en tahitien, Paul Gauguin, 1892

Sept types de végétation tels que les naufragés ont pu les rencontrer ont été étudiés :
- La végétation littorale résulte d'une déforestation ancienne, liée à la localisation exclusivement littorale des villages et de l'agriculture : l'Ipomée des plages, liane rampante aux grandes fleurs mauves et un arbre aux feuilles luisantes et aux grandes fleurs blanches surmontées de très nombreuses étamines, le Barringtonia asiatica. Plus à l'intérieur, la Merremia peltata, qui se hisse jusqu'en haut des manguiers, le tamanou du bord de mer, Calophyllum inophyllum, le nono dont les fruits sont utilisés comme plante médicinale dans la culture traditionnelle polynésienne et le châtaignier tahitien, que Lapérouse avait déjà repéré aux Samoa : « un arbre qui produit une grosse amande qu'on mange cuite et à laquelle nous avons trouvé le goût du marron ».
- De part et d'autre du village de Païou et de l'estuaire, de hautes mangroves s'étendent tout le long de la côte Sud-Ouest avec plusieurs types de palétuviers et des Hibiscus tiliaceus avec les plantes qui les accompagnent : acanthes et Acrostichum. Elles montrent clairement l'enfoncement de l'île par subsidence : présence de buttes tabulaires de sols anciens avec nombreuses fougères arborescentes, à un mètre environ au-dessus du sol actuel. Pour les naufragés de l'expédition de Lapérouse, la mangrove était inhabitable.
- Les Mélanésiens de Païou ont aménagé des jardins vivriers. Mais, malgré les conditions favorables aux cultures — fertilité du sol, chaleur, humidité et rareté des insectes — ces jardins sont rudimentaires. Quelques légumes, taros, manioc, patates douces, Vigna, Trichosanthes cucumerina, oignons, aubergines, chou canaque et ignames faisant l'objet de soins culturaux (sol nettoyé, buttes, tuteurs groupés en pyramides) ; plusieurs fruitiers, cocotiers, bananiers, Syzygium, Ananas, Barringtonia edulis, Canarium, manguiers, papayers, arbres à pain, Gnetum gnemon, et de rares agrumes ; quelques plantes stimulantes ou médicinales : kava, noix de bétel, tabac et Cassia alata. Entre les cases, poussent quelques plantes ornementales : thespesia, Canna indica, polyscias, caladium, cordyline et codiaeum.
- Pour fortifier leur camp et construire le navire qui devait leur permettre de quitter l'île, les naufragés ont eu besoin d'une grande quantité de bois qu'ils ont exploité dans la forêt de plaine inondée, proche. Le plus grand arbre est le bois rose de Birmanie utilisé par la Mélanésiens pour leurs pirogues. Cette forêt ressemble tantôt à une palmeraie, tantôt à une forêt de fougères arborescentes. Le sous-bois comporte de nombreux arbustes et la légumineuse localement appelée « cassoulet indigène ». Au-dessus des cours d'eau, on observe une flore épiphyte, poussant sur les arbres, diversifiée et spectaculaire, dont l'orchidée Dendrobium salomonense qui atteint deux mètres de longueur.
- La forêt des pentes (crêtes) s'étend du niveau de la plaine jusqu'à une altitude d'environ 800 mètres, c'est une zone très riche en espèces. Le kaori du Pacifique est abondant ; il a été largement exploité par la Kauri Timber Company, entre 1923 et 1964[14]. La richesse du sol en matière organique, peut-être due à la rareté des termites, est surprenante à cette latitude, d'où l'abondance des champignons. Le sous-bois est riche en palmiers et en fougères arborescentes. Cette zone est régulièrement coupée de profonds ravins, sombres et encaissés.
- Le fond des ravins est un amoncellement de blocs rocheux, fréquemment interrompu par des seuils, des cascades et de profondes vasques où l'eau est agréable à boire. Sur les berges, à très fortes pentes ou parfois même verticales, les fougères sont omniprésentes.
- Vers 800 mètres d'altitude, on arrive à la forêt de montagne, toujours dans les nuages, et dont la pluviométrie totale annuelle serait environ de 7 mètres et où les températures nocturnes tomberaient à 10 °C. Les vents peuvent y être violents. Floristiquement, cet étage de végétation est dominé par les mousses et les kaoris, ainsi que des orchidées terrestres, des Lauraceae, Myrtaceae, Rubiaceae, Myrsinaceae et le Palmier Gulubia cylindrocarpa.

Y vivent des cochons sauvages, des roussettes et de petites chauves-souris ; ainsi que des perroquets, pigeons, martins-pêcheurs, hirondelles et grands hérons blancs.
Et Francis Hallé de conclure, avec une pointe d'humour, son étude et son parallèle avec les botanistes de Lapérouse : « Munis d'un matériel d'herbier et d'une loupe binoculaire, Lamartinière et moi avons une permanente envie de partir aux antipodes ; et peu importe que l'on nous embauche au dernier moment, nous ne raterons pas le départ. »
Une liste provisoire de plantes récoltées à Vanikoro en novembre-décembre 1999 avec leur nom vernaculaire en pidgin ou bichlamar a été dressée par Mme J. Patissou (Centre IRD de Nouméa), F. Hallé et l'ethnopharmacologiste Pierre Cabalion.
Une des conclusions de la campagne de 1999 fut, comme le souligne Alain Conan dans son « Examen critique des éléments qui ont amené à l'identification des sites des naufrages », de remettre en question cette identification par suite de changements dans la composition des états majors des deux bâtiments. Il faudra attendre la campagne de 2005 pour que l'incertitude soit levée.

#### France 3 THALASSA & l’Agence ATOM
Yves Bourgeois avait rencontré plusieurs membres de l'association Salomon en 1994 lors du tournage du film « Le Roi Nick, la fièvre de l’or vert » consacré à la fabuleuse histoire du nickel, sur le tournage des images du « France II ». Contacté en juillet 1999, il a eu quatre mois pour s'imprégner de l’histoire et de l'énigme avec la plus grande objectivité possible. Un scénariste, Marc Eisenchteter, plus versé dans le domaine de la fiction que celui du documentaire, a participé au montage, en juxtaposant le travail des historiens à celui des archéologues terrestres ou sous-marins avec le point de vue d’un narrateur-enquêteur. Mais les deux chantiers de fouilles ont nécessité deux caméras donc deux cadreurs qui devaient tourner en parallèle. Il a surtout fallu pouvoir filmer cette île avec du recul et de la hauteur. Le seul moyen possible fut d’utiliser une montgolfière à air chaud équipée pour le tournage aérien, soit 250 kg de matériel à transporter sur un voilier ou un zodiac.
De plus, à Vanikoro, les endroits d’où l’on peut décoller et atterrir sont très rares, sans parler des conditions météo : en 35 jours de présence sur l’île, six vols d’environ 20 minutes ont été réalisés dans cinq lieux différents, à l’aube, entre 5 heures et 6 heures, avant que le vent se lève. Rappelons que Lapérouse est le premier explorateur de tous les temps à avoir emporté... un ballon à air chaud.
Le montage du film a nécessité 150 Gigas de mémoire et quatre mois de travail à retravailler quarante heures de rushes.
Le film a été diffusé pour la première fois en janvier 2001 sur France 3 dans Thalassa à 20h50.

### Les recherches orchestrées par l'association Salomon depuis 2001

#### 2001
Présentation du film réalisé  par Yves Bourgeois sur FR3, RFO et TV5 dans le cadre de l’émission Thalassa. Le mystère de Vanikoro est primé à Dijon au festival du film documentaire. Il sera diffusé sur Arte en 2002

Dépôt d’objets  provenant de la collection Lapérouse du musée maritime de Nouvelle-Calédonie pour une durée de 4 ans en faveur du Musée Lapérouse d’Albi.

#### 2002
Publication par l’I.R.D. du rapport concernant la campagne de fouille de 1999.

Participation au bi-centenaire de l’Académie de Marine de Brest par le prêt à OCEANOPOLIS d’une trentaine de pièces par le musée maritime de Nouvelle-Calédonie, provenant des épaves des navires de La Pérouse.

#### 2003
En juillet, recherches en Alaska de traces de l’expédition Lapérouse dans la baie des Français en juillet 1786.
En novembrenouvelle campagne archéologique à Vanikoro. Le Drassm s’associe aux recherches. Élisabeth Veyrat et Michel L'Hour se sont relayés pendant la durée de la campagne de fouilles. L’IRD et le musée maritime étaient également représentés.
En mer : Plan du site de la fausse passe et étude de la quille, des membrures et des puits de pompes de cale.

Le site de la faille fait l’objet de fouilles méthodiques et plus de 500 artefacts sont remontés à la surface, notamment :
- Un pistolet portant des initiales.
- Deux petits pierriers en bronze.
- Des poulies en bois.
- De la vaisselle intacte.
- Des pièces de monnaie.
- Une sculpture en pierre…
- La découverte la plus impressionnante est celle d'un squelette presque complet d’un individu de type européen âgé d’environ 32 ans.

À terre : des moyens importants ont été engagés par les archéologues et un entomologiste, Henri-Pierre Aberlenc, a travaillé en parallèle. Il y avait aussi Jean-Bernard Memet, d’Arc’Antique.

#### 2004
- Analyse du squelette par l’Institut de Recherche Criminelle de la Gendarmerie Nationale, l'IRCGN.
- Réalisation par Elisabeth Daynès d’un buste financé par la société Gaztransport &Technigaz (GTT).
- Présentation du film, réalisé par Yves Bourgeois Portés disparus.
- De nombreux articles de presse relatent cette campagne de fouilles. Le magazine Géo lui consacre 12 pages.
- Brest 2004 : Des objets provenant des deux épaves sont exposés dans le stand que la Marine nationale a consacré à Lapérouse.

#### Vanikoro 2005 - septième expédition Salomon

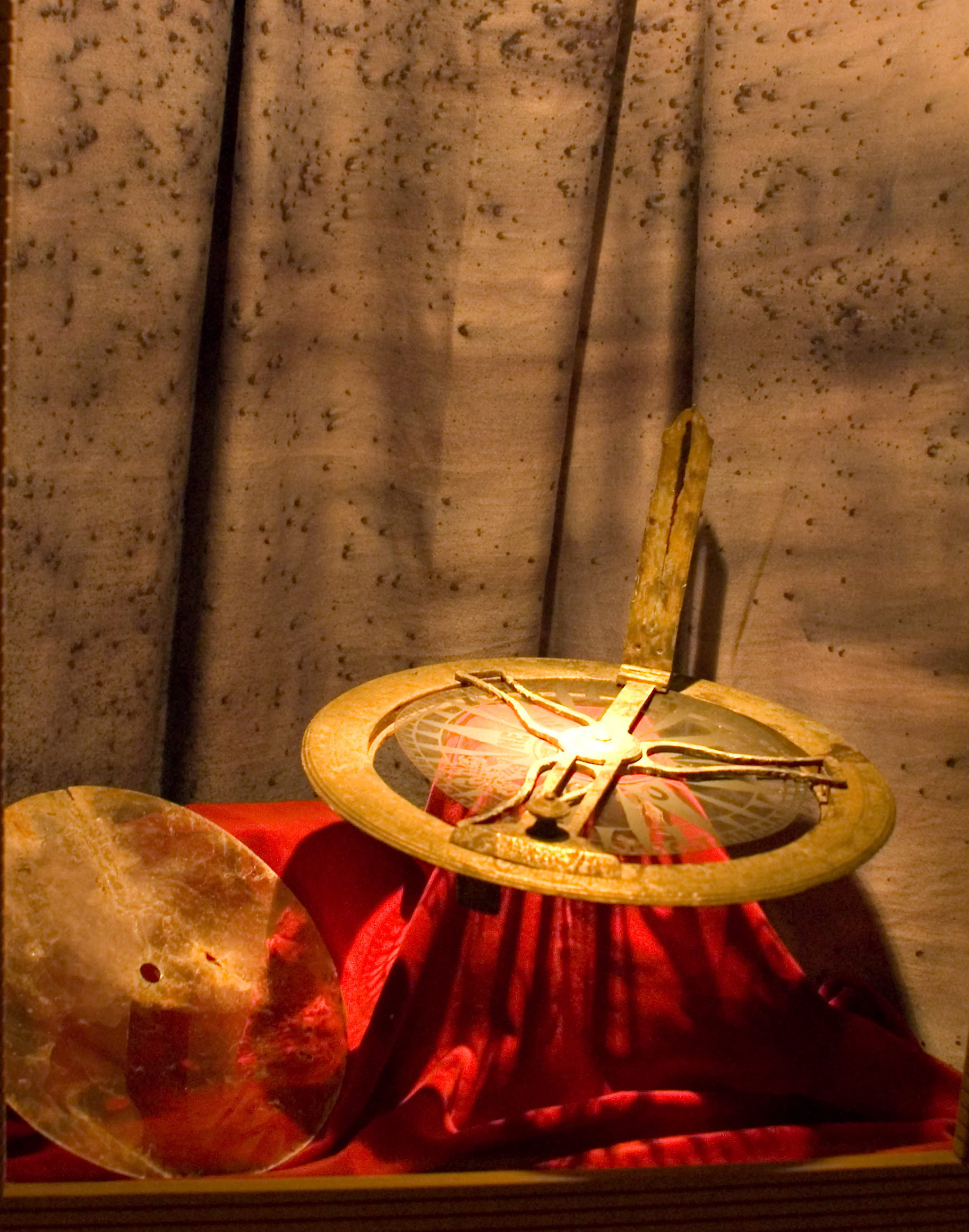
Compas azitumal de relèvement

La campagne regroupe plus de 120 personnes à bord du batral Jacques Cartier de la Marine nationale. L’identification de la Boussole est confirmée par la découverte d’un sextant fabriqué à Brest, estampillé « Fait par le sieur Mercier » est retrouvé sur l'épave de la faille et remonté à la surface. L'objet fait en effet partie de l'inventaire des instruments embarqués sur la Boussole.
Plusieurs spécialistes ont participé aux recherches :
- Un entomologiste, Henri-Pierre Aberlenc[18] du CIRAD-BIOS (Umr CBGP).
- Une équipe d'archéologues terrestres sous la responsabilité de Jean-Christophe Galipaud, qui a continué d'explorer le camp des français.
- L’ethnolinguiste Alexandre François a dressé une carte toponymique de Vanikoro, sauvé quelques bribes de deux langues ancestrales et recueilli plusieurs contes et légendes[19].

Il y avait aussi toute une équipe d'archéologues, plongeurs, photographes et dessinatrice du Drassm, sous la responsabilité de Michel L'Hour et Élisabeth Veyrat, ainsi que Jean-Bernard Memet du laboratoire de traitement Arc’Antique et Henri Bernard Maugiron d’Arc Nucleart, deux laboratoires de traitement basés en France. Et bien sûr les membres de l’association Salomon, l’équipage du Jacques Cartier, un peintre de Marine, John Pendray, François Bellec (historien, peintre et écrivain de marine) et le musée maritime de Nouvelle Calédonie.
À nouveau l'expédition est filmée pour Thalassa « Sur les traces de Lapérouse : portés disparus » et diffusée le 11 juin 2004. En 2005, les frégates sont identifiées.

##### Un linguiste à Vanikoro

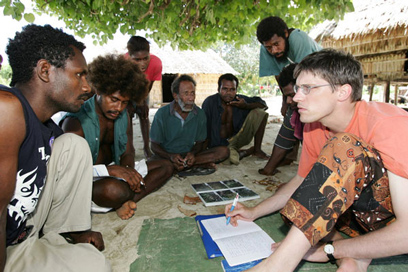
Enquête de terrain avec prise de notes et enregistrements

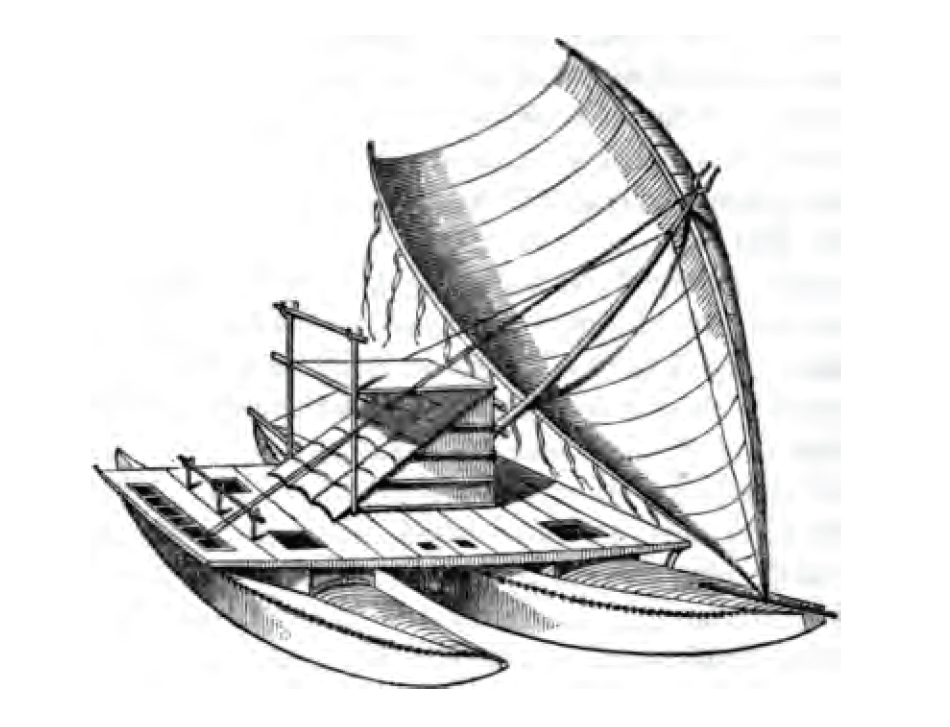
Pirogue double des îles Fidji, 1858.

En s'appuyant sur sa connaissance des langues mélanésiennes parlées au nord Vanuatu, Alexandre François a eu pour mission de s'initier aux langues parlées à Vanikoro pour mener ses enquêtes autour de la mémoire du naufrage de Lapérouse dans la langue même des habitants pour décrypter les souvenirs qui se transmettent encore aujourd'hui, de génération en génération, au sujet de ces étranges visiteurs. « Décrypter, c'est non seulement traduire, mais aussi analyser d'un œil critique : comment expliquer les contradictions entre les différentes versions ? Quels furent les villages visités par les Français ? » (Libération, samedi 23 avril 2005).
- Langues à Vanikoro

Les Mélanésiens ont été les premiers habitants de l'île ; trois langues océaniennes sont pratiquées, par trois tribus anciennement rivales, le teanu (devenu langue dominante, 500 locuteurs), le lovono (qui était la langue dominante en 1834) et le tanema, deux langues qui ne sont plus parlées que par une dizaine d'individus, très âgés.

Les colons Polynésiens sont arrivés de l'île de Tikopia, ils sont environ 300 à parler le tikopien.

La langue véhiculaire de la République des Îles Salomon est le pidgin.

L'anglais est la langue officielle, langue de l'école et de la radio.

Les trois parlers mélanésiens ont une grammaire identique mais presque aucun mot de vocabulaire en commun, ce ne sont pas des dialectes, mais des langues.
- L'enquête : avec l'aide des insulaires, recueil de 224 toponymes (villages, cours d'eau, montagnes, caps, récifs). Le nom de l'ancien village de Pakaré correspond probablement au Paucorie mentionné par Dillon en 1827.
- Le souvenir du naufrage de 1788 : si les souvenirs collectés par Dillon et Dumont d'Urville étaient de vrais récits vécus, il n'en est plus de même après plusieurs générations ; la légende des français est devenue une véritable épopée. La trame générale est métamorphosée par l'art de la narration : les deux navires de Lapérouse, naviguant de conserve, sont interprétés comme un tépakaré brisé en deux par la tempête.

Toutefois, les détails factuels sont fidèlement transmis :

Les archéologues ont trouvé en 1999, sur le site de Païou, les traces du chantier où les rescapés ont construit une embarcation.

Un autre toponyme évoque la présence des français dans le récit d'Usao, l'îlot de Filimoé, à l'embouchure du fleuve Sauriléméné : il s'agissait du camp où les Français se réfugiaient la nuit.
« Ce qui me plaît, c'est qu'aux deux antipodes, ici (en France) et là-bas, les descendants des uns comme des autres rivalisent d'imagination autour de ce mystérieux personnage (Lapérouse). Dans les croyances mélanésiennes – dans les nôtres aussi – un homme n'est pas tout à fait mort tant qu'il n'a pas été enterré. Il est simplement porté disparu. Il erre ici-bas tel les esprits des ancêtres, et rappelle parfois aux vivants sa présence. Pour moi, c'est sûr, Lapérouse est un esprit. Il est encore là, parmi nous, quelque part. ».

#### Vanikoro 2008 - huitième expédition Salomon
Pour citer le contre-amiral François Bellec « 2008, deux cent vingt ans après cette étrange disparition, l'association Salomon, avec un soutien sans précédent de l'État français, repart sur les traces des disparus pour tenter de percer enfin le mystère Lapérouse… Une année d'événements exceptionnels lui est consacrée ».
Une première mission a lieu en mai avec le patrouilleur La Glorieuse pour préparer la population et le site de la faille et l'expédition a lieu de la mi-septembre à la mi-octobre avec le Dumont d'Urville et deux voiliers, le Kalim et le Te Fetia, sous la direction scientifique d'Alain Conan avec la participation du GRAN (Groupe de recherche en archéologie navale) de Tahiti et de Véronique Proner du musée de Nouvelle-Calédonie. Les plongeurs sont, comme d'habitude, ceux de l'association Salomon ; l'IRD a envoyé ses spécialistes, Mrs de Biran et Galipaud. L'équipe a été renforcée de médecins, de traducteurs, d'un écrivain, d'un peintre Michel Bellion et du cinéaste Yves Bourgeois.
L'exploration des vasques du platier récifal de la barrière de corail a amené des trouvailles inattendues, un gros plomb de sonde de 40 kg gravé de fleurs de lys et faisant partie du treuil embarqué par Mr Lamanon pour mesurer les fonds importants, et du minerai de garniérite en provenance de Nouvelle-Calédonie.
À terre, à Paucouri, un poste de vigie a peut-être été installé dans le village.
Le site de la faille a livré son lot d'objets-témoins, un maillet percuteur en pierre de la tribu Tlingit d'Alaska et une médaille avec Louis XVI et Marie-Antoinette, une garde d'épée, une casserole et de la vaisselle de Macao, dont une boite ovale en porcelaine de Nankin, un lot de pierres à fusil…
La prospection à terre avec les radars de sol à la recherche de la palissade du camp des français a été décevante à cause des bouleversements provoqués par l'exploitation forestière abandonnée. La présence de blocs de granit rose étranger à l'île pose question. Une équipe menée par Michel Laffon a atteint, entre la rivière des Esprits et la Saurilemene des amas pierreux qui ont pu servir d'amers. L'ethnologue Christian Coiffier a retrouvé le site de la Pierre des Marahs ayant peut-être servi de tombe collective aux marins noyés.
Parmi les points positifs de cette expédition, il faut signaler les interventions médicales auprès de la population : médecins et infirmières ont ouvert des consultations dans plusieurs villages avec un moment fort dans le village de Lalé dont quatre habitants avaient été secourus l'année précédente par Raymond Proner, le commandant de l'Alis, le navire de recherche de l'IRD.
Une anecdote savoureuse : une des traditions locales collectées dit que les blancs résidant à bord de leur navire échoué (l'Astrolabe coincé dans la fausse passe) auraient repoussé une attaque des indigènes en tirant des sortes de noix de coco, version locale des boulets de canon.
Le tournage par Yves Bourgeois de Au-delà d'un naufrage recèle de nombreux moments forts, en particulier au moment du passage de l'ULM. Une rediffusion a d'ailleurs eu lieu le 30 juin 2017.

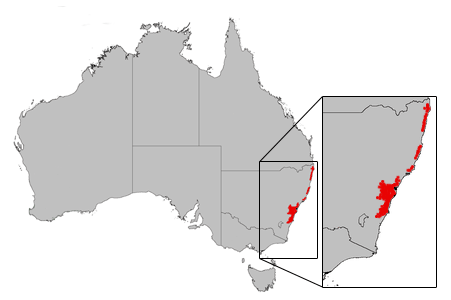
Carte de répartition de Banksia ericifolia

Six graines de Banksia ericifolia extraites d’une des épaves ont été envoyées au  Conservatoire botanique national de Brest qui, avec le concours de l’INRA de Dijon et de Vegenov, de l’ambassade d’Australie et de l’Institut Klorane, s’est lancé dans la mise au point d’un protocole scientifique pour détecter la présence de tissus vivants à l’intérieur de graines et, à partir de ces tissus, régénérer des plantes entières. Des observations par microscope photonique et électronique à transmission ont révélé des tissus bien conservés mais dont les contenus cellulaires ont été plus ou moins fortement altérés. Les graines du Banksia de Lapérouse ne contiennent donc aucune présence de vie permettant d’envisager leur régénération.Mais le protocole scientifique mis en œuvre ouvre la voie à un projet de recherche original : régénérer des plantes sauvages disparues à partir de graines d’herbiers ou de banques du sol en s’inspirant des techniques et des recherches déployées,.

#### Vanikoro 2012 (Risques naturels et vulnérabilité)
En 2003, un point GPS matérialisé par un petit marqueur en métal scellé dans le sol, avait été installé dans le village du Païou à proximité du lieu du naufrage pour géolocaliser la zone de fouilles et mesurer le mouvement de l’île. En effet, comme toutes les îles des Salomon ou du Vanuatu plus au sud, l'île bouge car elle est située sur la Ceinture de feu du Pacifique, dans une zone où la plaque australienne plonge rapidement sous le Bassin Nord-Fidjien, en bordure de la plaque Pacifique. La mission 2012 a remesuré la position du point GPS pour comparer aux précédentes mesures de 2003, 2005 et 2008, afin d’en déduire le mouvement de l’île entre les séismes et au cours des séismes : trois séismes de magnitude 7.6, 7.8 et 7.4 ont eu lieu le 7 octobre 2009.
Participent à cette expédition sur la thématique Risques naturels et vulnérabilité l’équipage de l’Alis sous le commandement de Raymond Proner et une équipe scientifique : Alain Le Breüs, ingénieur géomètre à la retraite, qui a installé le point en 2003, le linguiste Alexandre François, un documentaliste-reporter Djo, et deux géodésiens travaillant dans la région, Stéphane Calmant et Valérie Ballu ainsi qu'un journaliste de Der Spiegel, Gerald Traufetter. Les deux marqueurs géodésiques installés en 2003 ont été retrouvés mais l'un d'eux se trouve juste à la limite d'érosion du littoral. Un récepteur GPS permettra de mesurer précisément les positions et de comparer aux mesures de 2008.
Deux membres de l'équipe ont installé un nouveau point à l'intérieur des terres sur un gros bloc de basalte, pendant que le reste du groupe enquête à Temuo sur les savoirs locaux concernant les mouvements relatifs entre la terre et la mer, les histoires coutumières ou les peuplements anciens, l'emplacement des habitats par rapport à la côte. Une présentation sur l'origine des tsunamis et des séismes a eu lieu à l'école du village : l'instituteur possédant ordinateur portable, convertisseur (et batterie pour l’alimenter) et caméra a pu enregistrer toute la présentation. Un CD sur la tectonique des plaques lui a été offert.
Alexandre François a rencontré Lainol Nalo, le dernier locuteur de la langue tanema, et fait provision d'enregistrements.
Un recul du rivage important a été constaté : les installations lourdes de la Kauri Timber Company, l'entreprise d'abattage qui a exploité les bois exotiques jusqu'en 1964, ont été repérées en mer.

### L'inconnu de Vanikoro
En 2003, l'expédition avait été marquée par la découverte du squelette d'un compagnon de La Pérouse. Quelques mois plus tard grâce au travail de l'Institut de recherche criminelle de la Gendarmerie nationale qui était alors installée au fort de Rosny, il a été établi un portrait-robot. Il s'agirait d'un scientifique de l'expédition (Jean-André Mongez ou Joseph Lepaute Dagelet ?), mais son nom reste un mystère. Un buste de « l’inconnu de Vanikoro » est présenté en exposition permanente au Musée maritime de Nouvelle-Calédonie.
Le 29 juin 2011, les restes de cet inconnu ont été inhumés dans l'enceinte militaire château de Brest, dont l'ancien gouverneur écrivait en 1785 : « Mrs de La Pérouze et de Langle qui vont faire le tour du monde sur les frégattes du Roy La Boussole et L’Astrolabe, cy-devant nommées L’Autruche et Le Portefaix, sont partis de cette rade ce matin à 4 heures encombrées jusqu’aux hunes. Le vent est bon. Je le leur souhaitte pareil pour doubler le Cap Horn et qu’ils nous reviennent tous en bonne santé avec un supplément à jouter aux voyages du capitaine Cook. » À l’occasion des fêtes nautiques de Brest 2004 une exposition avait présenté la tête de cire de l’inconnu et des artéfacts provenant des fouilles ainsi que l'état des recherches. En attendant une identification définitive, il a été décidé d'inhumer l'inconnu, d'accompagner ses restes de sable et de coraux provenant du site de l’épave à Vanikoro, grâce à Alain Conan qui recueillit tout ceci sur l’épave et l'enferma dans un tube à essai protégé par une armature en bois fabriquée par l’atelier menuiserie du service logistique de la Marine. Une plaque de laiton y fut apposée. « Le caveau renfermant le cercueil a été recouvert d’une dalle où M. Joël Kerhervé, de Lannédern, meilleur ouvrier de France pour la taille de pierres réalisa pour accueillir la plaque funéraire une magnifique rose des vents d’environ 4 m de diamètre, en pierres locales : granits Kersanton et Logonna, mêlant donc les nuances de gris et de doré. » La cérémonie a eu lieu en présence de MM. Marc de Lapérouse et Jean-Marie Pestel, descendants des deux sœurs de l’explorateur, Alain Conan, président de l’Association Salomon et Jean-Pierre Folliard, premier découvreur du squelette, venu spécialement de Nouméa, le préfet maritime, le vice-amiral d’escadre de Saint-Salvy et le maire de Brest François Cuillandre.

### Un site web dédié
En 2017, Alain Conan crée le site Internet Collection-laperouse.fr regroupant 
- l'historique des recherches conduites à Vanikoro, de Peter Dillon en 1827 à nos jours ;
- une description thématique de la collection : les navires, le lest, la cartographie, l'armement, la science et la médecine, l'ethnologie, le commerce, la vie à bord, les vêtements et uniformes, le camp des rescapés, l'inconnu de Vanikoro ;
- un espace média avec une sélection de publications dans la presse et dans les bibliothèques, ainsi que les vidéos ;
- une bibliographie très détaillée, par ordre alphabétique des auteurs puis un rappel des grandes dates en ordre chronologique;
- un inventaire mobilier de 4 762 fiches illustrées avec lieu de découverte et lieu de dépôt de chaque objet.